# BG Crucis
Désignations
BG Crucis, également désignée 35 G. Crucis, est une étoile de la constellation australe de la Croix du Sud. C'est une variable céphéide classique dont la magnitude apparente varie entre 5,34 et 5,58 sur une période de 3,342 8 jours. C'est une supergéante jaune-blanc qui pulse entre les types spectraux F5Ib et G0p et est environ 4,3 fois plus massive et 2 000 fois plus lumineuse que le Soleil.